# لونافارنیب
لونافارنیب (به انگلیسی: Lonafarnib) یک مهارکننده‌ٔ فارنزیل‌ترانسفراز (FTI) است که در یک کارآزمایی بالینی انسانی به عنوان درمانی برای پیری زودرس مورد بررسی قرار گرفته است، که یک اختلال ژنتیکی بسیار نادر است و در آن علائمی مشابه با جنبه‌های پیری در سنین خیلی پایین بروز می‌کند.